# Heimdal·le

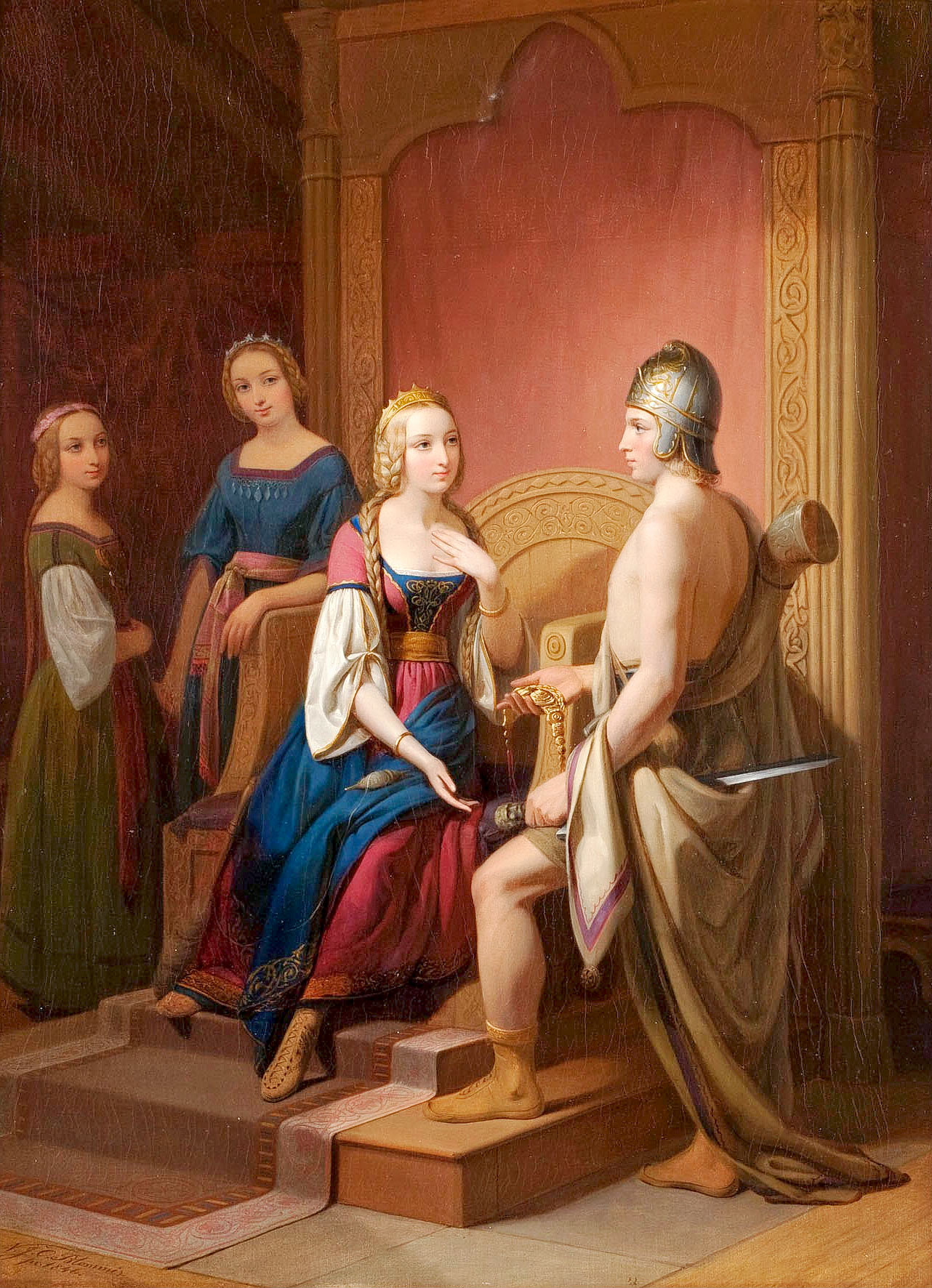
Heimdal·le torna el Brisingamen robat per Loki a Freyja

En la mitologia escandinava, Heimdal·le o Heimdal (Heimdallr en nòrdic antic, el prefix Heim- significant 'llar, casa', mentre que el significat del sufix -dallr és desconegut) és el déu guardià en la mitologia nòrdica. És fill d'Odin i de nou gegantes que el nodriren amb sang de porc senglar. Posseïa una vista aguda, un fi sentit i podia estar sense dormir uns quants dies. La seva percepció era tan extraordinària que sentia créixer l'herba, raó per la qual se li va designar guardià de la casa dels déus, Asgard, i del Bifrost, l'arc de Sant Martí que hi fa de pont.
Segons la mitologia nòrdica, amb una banya anomenada Gjallarhorn, que Odin li va regalar, anunciarà el combat entre déus i gegants, després del qual sobrevindrà la fi del món, el Ragnaroc. Heimdal·le intervindrà en la lluita, en què serà mort pel déu maligne Loki, tot i que serà símbol de poder perquè serà l'últim déu a caure en el Ragnaroc. Una tradició nòrdica diu que va baixar a la Terra i va engendrar tres dones, els tres llinatges (castes): prínceps, súbdits i serfs.

## Origen i història
En el transcurs d'un passeig a la vora del mar, Odin va veure un cop nou belles gegantes, les donzelles de les ones, Gialp, Greip, Egia, Augeia, Ulfrun, Aurgiafa, Sindur, Atla i Iarnsaxa, profundament adormides en les blanques sorres. El déu del cel va quedar tan enamorat de les belles criatures que, com relaten les Eddes (relats que descriuen els mites nòrdics), se'n va casar amb les nou i es van combinar, en el mateix moment, per portar al món un fill que va rebre el nom d'Heimdal·le.
Les nou mares van procedir a alimentar el nadó amb la força de la terra, la humitat de l'amor i la calor del sol, una dieta que va demostrar ser tan enfortidora que el nou déu va adquirir un creixement complet en un espai de temps increïblement curt i va córrer a unir-se al seu pare a Asgard. Va trobar els déus observant amb orgull l'arc de Sant Martí del pont Bifrost, que acabaven de construir amb foc, aire i aigua, els tres materials que encara es poden veure en aquest extens arc, on brillen els tres colors principals significatius d'aquests elements: el vermell representant el foc, el blau l'aire i el verd les fresques profunditats del mar.